# Иван Тодоров (Зърнево)
Вижте пояснителната страница за други личности с името Иван Тодоров.
Хаджи Иван Тодоров е български фотограф, книжар и революционер от Македония.

## Биография
Хаджи Иван Тодоров е роден на 15 ноември 1865 година или на 2 април 1867 година в драмското село Зърнево, тогава в Османската империя, днес град Като Неврокопи, Гърция, в семейството на Тодор Стоянов Онбашиев и Божия. Участва в македонското освободително движение. Работи като книжар и фотограф. Заселва се в Неврокоп. Настоятел на командитното дружество „Куриер“. Издава пощенски картички.
Умира на 2 февруари 1950 година в Неврокоп.